# أورلاند (مين)
أورلاند (بالإنجليزية: Orland, Maine)‏ هي بلدة أمريكية تقع في الولايات المتحدة في Hancock County. يقدر عدد سكانها بـ 2,225 نسمة ومساحتها 136.93 كم2 وترتفع عن سطح البحر 79 متر.

## التركيبة السكانية
قام مكتب تعداد الولايات المتحدة بتحديد بيانات التركيبة السكانية لأورلاند في تعداد الولايات المتحدة. في ما يلي، التركيبة السكانية حسب تعدادي 2000 و2010.

### تعداد عام 2000
بلغ عدد سكان أورلاند 2,127 نسمة بحسب تعداد عام 2000، وبلغ عدد الأسر 867 أسرة وعدد العائلات 630 عائلة مقيمة في البلدة. في حين سجلت الكثافة السكانية 45.5 نسمة لكل ميل مربع (17.6/كم2). وبلغ عدد الوحدات السكنية 1,253 وحدة بمتوسط كثافة قدره 26.7 نسمة لكل ميل مربع (10.3/كم2).
وتوزع التركيب العرقي للبلدة بنسبة 98.27% من البيض و 0.14% من الأمريكيين الأصليين و 0.23% من الأمريكيين ذوي الأصول الآسيوية و 1.27% من عرقين مختلطين أو أكثر.
بلغ عدد الأسر 880 أسرة كانت نسبة 31.5% منها لديها أطفال تحت سن الثامنة عشر تعيش معهم، وبلغت نسبة الأزواج القاطنين مع بعضهم البعض 57.4% من أصل المجموع الكلي للأسر، ونسبة 9.7% من الأسر كان لديها معيلات من الإناث دون وجود شريك، وكانت نسبة 28.4% من غير العائلات. تألفت نسبة 22.2% من أصل جميع الأسر من أفراد ونسبة 6.5% كانوا يعيش معهم شخص وحيد يبلغ من العمر 65 عاماً فما فوق. وبلغ متوسط حجم الأسرة المعيشية 2.82، أما متوسط حجم العائلات فبلغ 2.42.
بلغ العمر الوسطي للسكان 40 عاماً. وكانت نسبة 24.0% من القاطنين تحت سن الثامنة عشر، وكانت نسبة 5.7% بين الثامنة عشر والأربعة وعشرون عاماً، ونسبة 29.6% كانت واقعةً في الفئة العمرية ما بين الخامسة والعشرون حتى والأربعة وأربعون عاماً، ونسبة 27.8% كانت ما بين الخامسة والأربعون حتى الرابعة والستون، ونسبة 12.8% كانت ضمن فئة الخامسة والستون عاماً فما فوق. يوجد لكل 100 أنثى 98.9 ذكر، ويوجد لكل 100 أنثى في الثامنة عشر من عمرها فما فوق 92.3 ذكر.
بلغ متوسط دخل الأسرة في البلدة 39,345 دولار، أما متوسط دخل العائلة فبلغ 45,875 دولار. وكان متوسط دخل الذكور 36,435 دولار مقابل 23,571 دولار للإناث. وسجل دخل الفرد الخاص بالبلدة 19,551 دولار. وكانت نسبة 8.5% من العائلات ونسبة 11.2% من السكان تحت خط الفقر، وكان من هؤلاء نسبة 18.3% تحت سن الثامنة عشر ونسبة 4.2% في الخامسة والستين من العمر وما فوق.

### تعداد عام 2010
بلغ عدد سكان أورلاند 2,225 نسمة بحسب تعداد عام 2010، وبلغ عدد الأسر 976 أسرة وعدد العائلات 627 عائلة مقيمة في البلدة. في حين سجلت الكثافة السكانية 47.3 نسمة لكل ميل مربع (18.3/كم2). وبلغ عدد الوحدات السكنية 1,470 وحدة بمتوسط كثافة قدره 31.3 لكل ميل مربع (12.1/كم2).
وتوزع التركيب العرقي للبلدة بنسبة 97.3% من البيض و 0.5% من الأمريكيين الأصليين و 0.3% من الأمريكيين ذوي الأصول الآسيوية و 0.1% من الأمريكيين الأفارقة و 1.3% من عرقين مختلطين أو أكثر.
بلغ عدد الأسر 976 أسرة كانت نسبة 24.3% منها لديها أطفال تحت سن الثامنة عشر تعيش معهم، وبلغت نسبة الأزواج القاطنين مع بعضهم البعض 50.7% من أصل المجموع الكلي للأسر، ونسبة 9.0% من الأسر كان لديها معيلات من الإناث دون وجود شريك، بينما كانت نسبة 4.5% من الأسر لديها معيلون من الذكور دون وجود شريكة وكانت نسبة 35.8% من غير العائلات. وبلغ متوسط حجم الأسرة المعيشية 2.70، أما متوسط حجم العائلات فبلغ 2.25.
بلغ العمر الوسطي للسكان 47.3 عاماً. وكانت نسبة 17.3% من القاطنين تحت سن الثامنة عشر، وكانت نسبة 7.9% بين الثامنة عشر والأربعة وعشرون عاماً، ونسبة 20.5% كانت واقعةً في الفئة العمرية ما بين الخامسة والعشرون حتى والأربعة وأربعون عاماً، ونسبة 38.5% كانت ما بين الخامسة والأربعون حتى الرابعة والستون، ونسبة 15.7% كانت ضمن فئة الخامسة والستون عاماً فما فوق. وتوزع التركيب الجنسي للسكان بنسبة 50.0% ذكور و50.0% إناث.